# Кашуэйра-Паулиста
Кашуэйра-Паулиста (порт. Cachoeira Paulista)  —  муниципалитет в Бразилии, входит в штат Сан-Паулу. Составная часть мезорегиона Вали-ду-Параиба-Паулиста. Входит в экономико-статистический  микрорегион Гуаратингета. Население составляет 36 810 человек на 2007 год. Занимает площадь 287,837 км². Плотность населения — 104,8 чел./км².

## История
Город основан 9 марта 1880 года.

## Статистика
- Валовой внутренний продукт по состоянию на 2003 год составляет 115.173.145,00 реалов (данные: Бразильский институт географии и статистики).
- Валовой внутренний продукт на душу населения по состоянию на 2003 год составляет 3.998,65 реалов (данные: Бразильский институт географии и статистики).
- Индекс развития человеческого потенциала по состоянию на 2000 год составляет 0,794 (данные: Программа развития ООН).

## География
Климат местности: субтропический. В соответствии с классификацией Кёппена, климат относится к категории Cfb.